# مریم‌گلی (سرده)

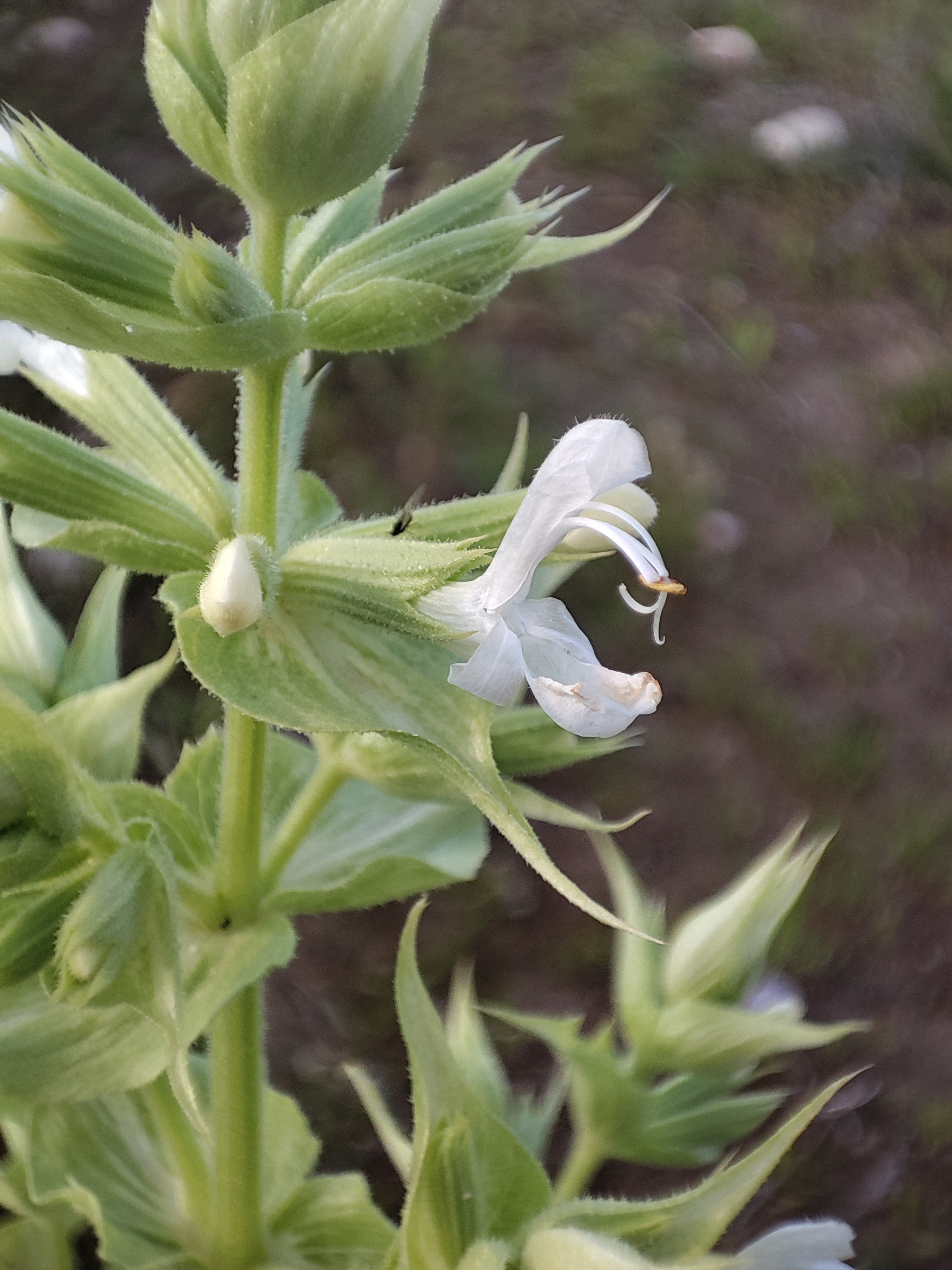
مریم‌گلی خودرو در بهبهان

مریم‌گلی یا درونه یا سال‌ویا (نام علمی: Salvia) نام یک سرده از تیره نعناعیان است. این سرده شامل بیش از ۱۰۰۰ گونه از درختچه‌ها، گیاه علفی، گیاهان پایا، و گیاهان یک ساله می‌شود. 

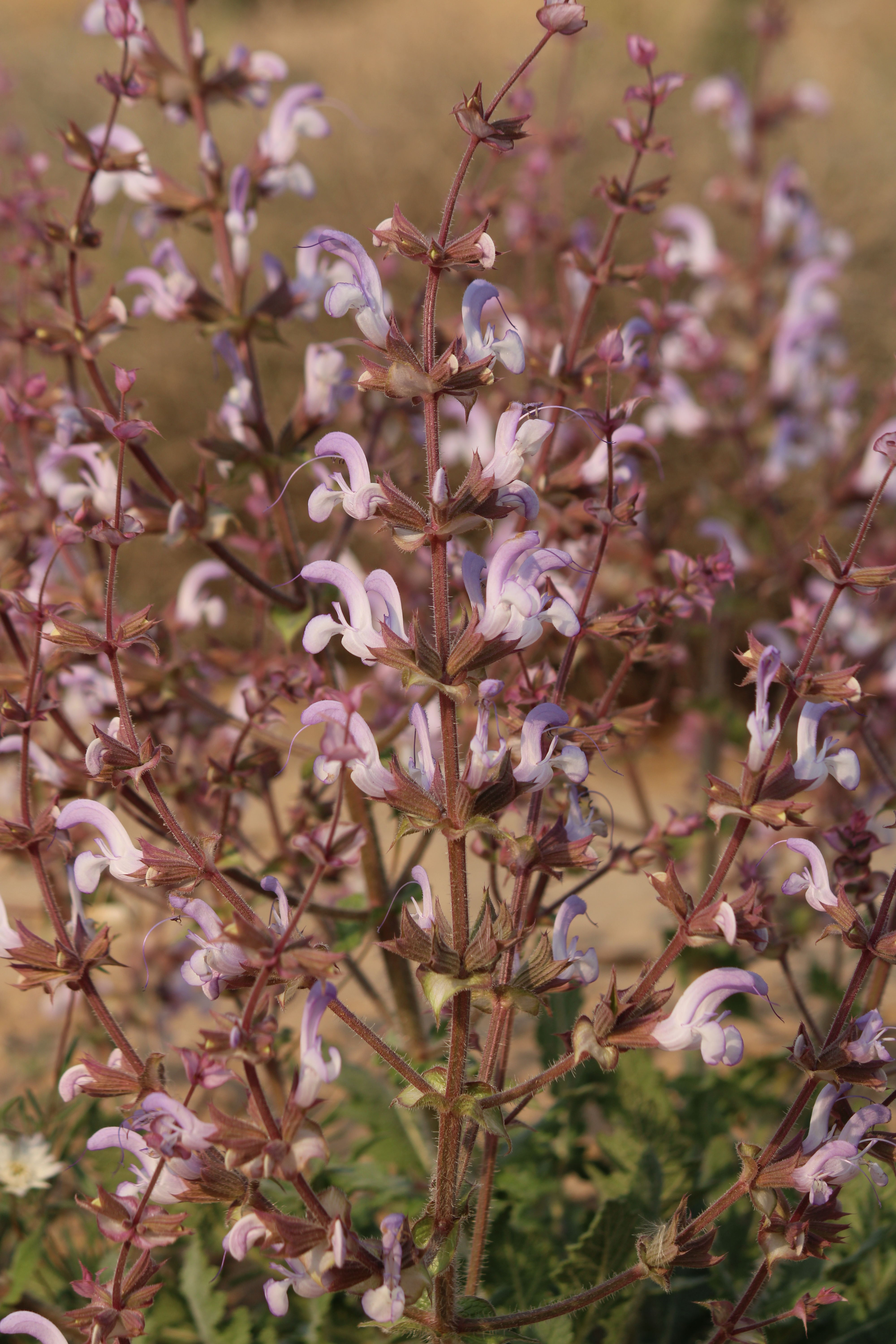
مریم‌گلی خودرو در شیراز

بررسی‌های DNA نشان می‌دهد: سال‌ویا یک گروه فراگیر نیست ولی از سه کلاد که هر یک گروه خواهر متفاوتی دارند تشکیل می‌شود.

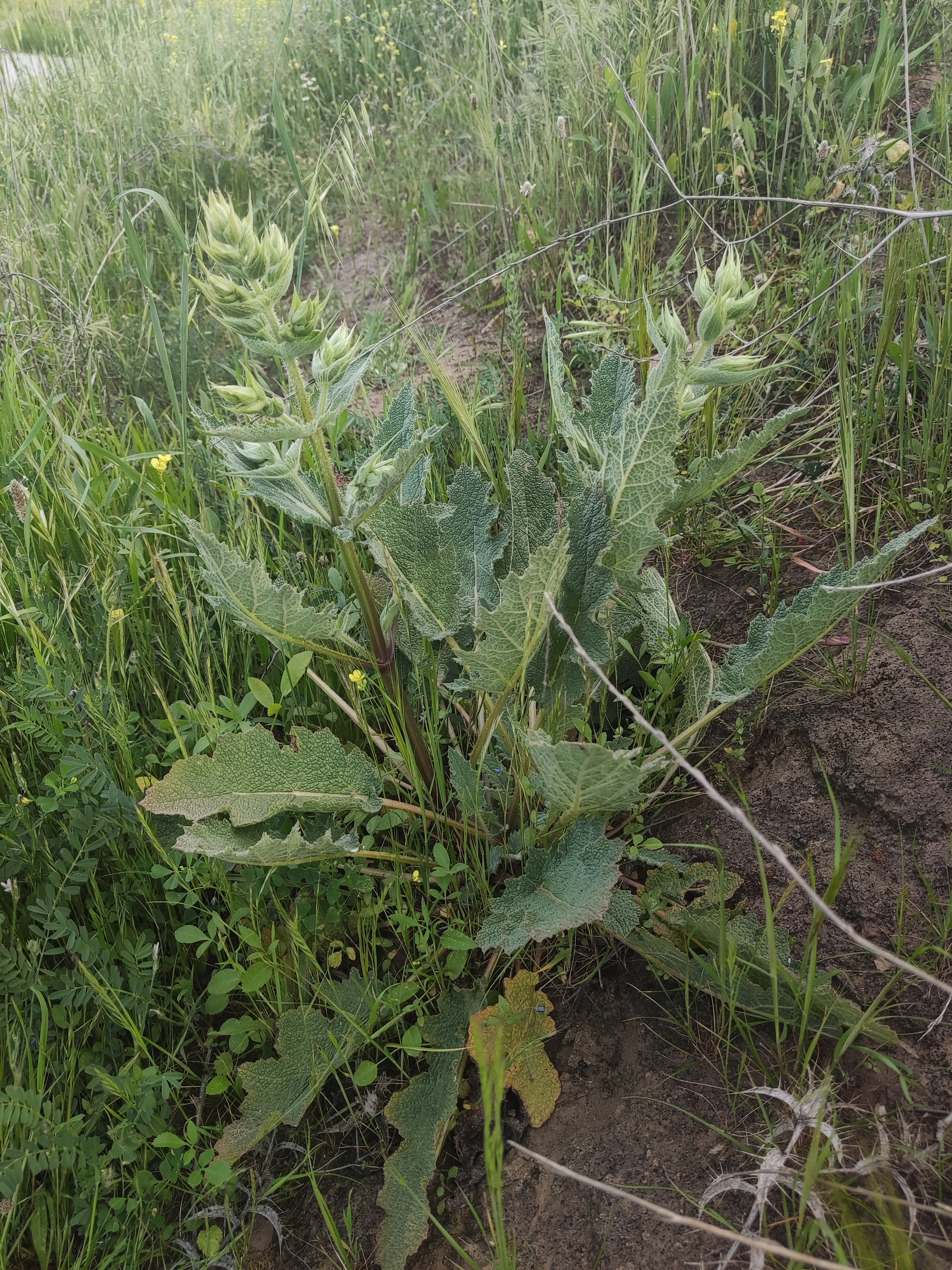
مریم‌گلی خودرو در بهبهان

جنس Salvia از خانواده نعناعیان شامل صدها گونه است که در سراسر دنیا پراکندگی جغرافیایی دارند. ۵۸ گونه از این جنس در ایران یافت می‌شود که ۱۷ گونه‌اش بومی ایران است. 
خواص درمانی متعددی از گونه‌های مختلف این جنس گزارش شده است. برخی از گونه‌های Salvia رویشی در ایران خواص ضد اسپاسم و ضد التهاب نشان می‌دهند. در بررسی فیتوشیمیایی بر روی گونه‌های مختلف Salvia ترکیبات فلاونوئیدی، دی ترپنوئیدی و سسترترپنوئیدی شناسایی گردیده‌اند. در روغن اسانس جنس Salvia ترکیبات تشکیل دهنده S.brachysiphon، S.sclareopsis،S.palaestina، S.limbata، S.rhytidea و S.verbascipolia گزارش شده‌اند.

## گونه‌ها
- سالویا اسکلاریا Salvia sclarea
- چیا Salvia hispanica
- سالویا دیوینوروم Salvia divinorum
- مریم چمنی Salvia pratensis
- مریم‌گلی(معمولی) Salvia officinalis
- مریم‌گلی آتشین Salvia splendens
- مریم‌گلی بنفش Salvia verticillata
- مریم‌گلی پرساقه Salvia multicaulis
- مریم‌گلی جنگلی Salvia glutinosa
- مریم گلی سیخک‌دار Salvia aristata
- مریم‌گلی فلسطینی Salvia palaestina
- مریم‌گلی کرکدار Salvia lanigera
- مریم‌گلی لوله‌ای Salvia macrosiphon
- مریم‌گلی مازندرانی Salvia staminea
- مریم‌گلی میکروفیلا Salvia microphylla
- مریم‌گلی هرز Salvia virgata
- مریم‌گلی هندی Salvia indica
- مریم‌گلی یخچالی Salvia frigida
- مریم‌گلی یکساله Salvia viridis
- نوروزک Salvia leriifolia
- مرو تلخ Salvia mirzayanii
- مریم گلی باغی (مزرعه روی) Salvia nemorosa

## نگارخانه

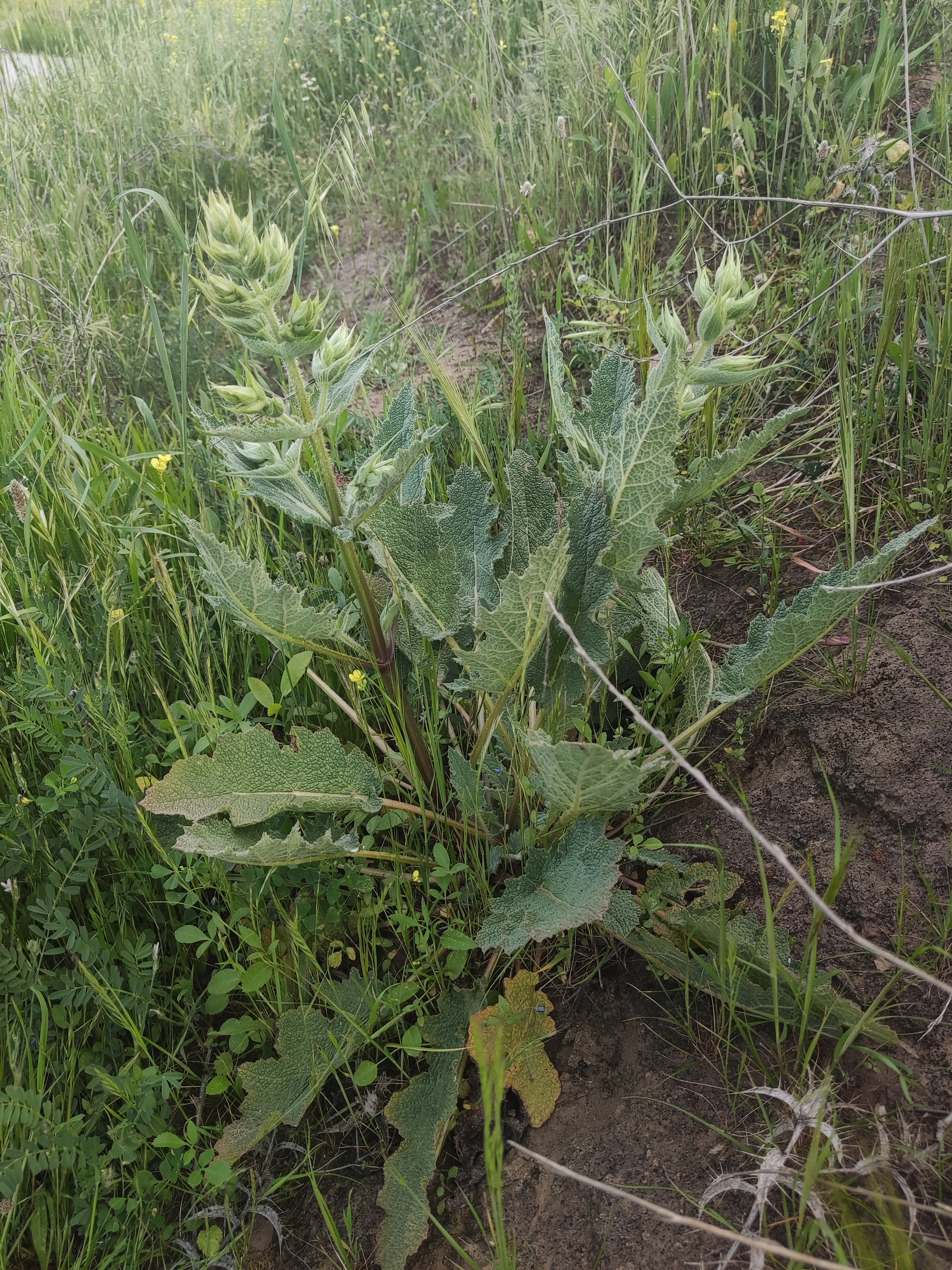
مریم‌گلی خودرو در بهبهان
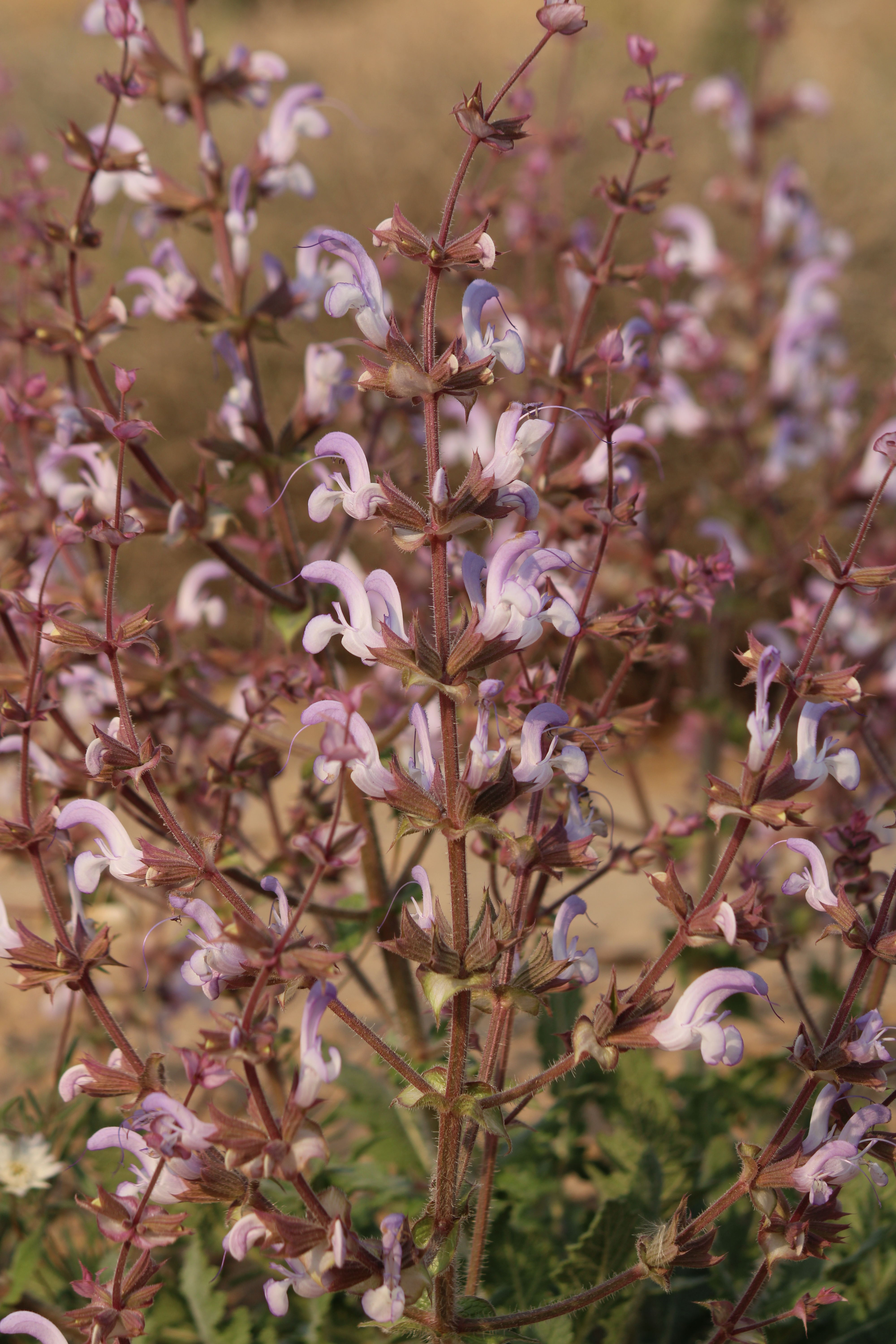
مریم‌گلی خودرو در شیراز
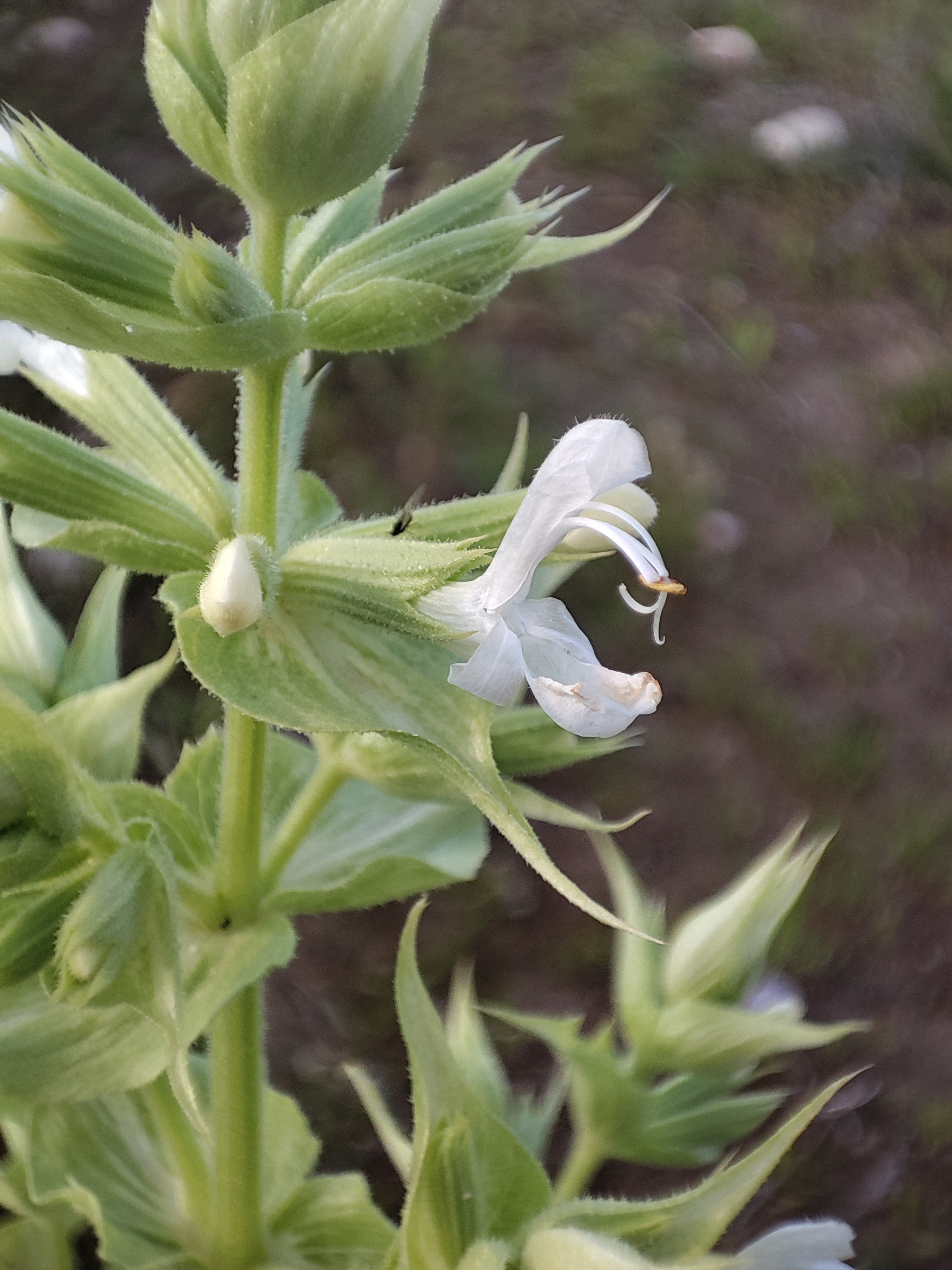
گل مریم‌گلی خودرو، بهبهان
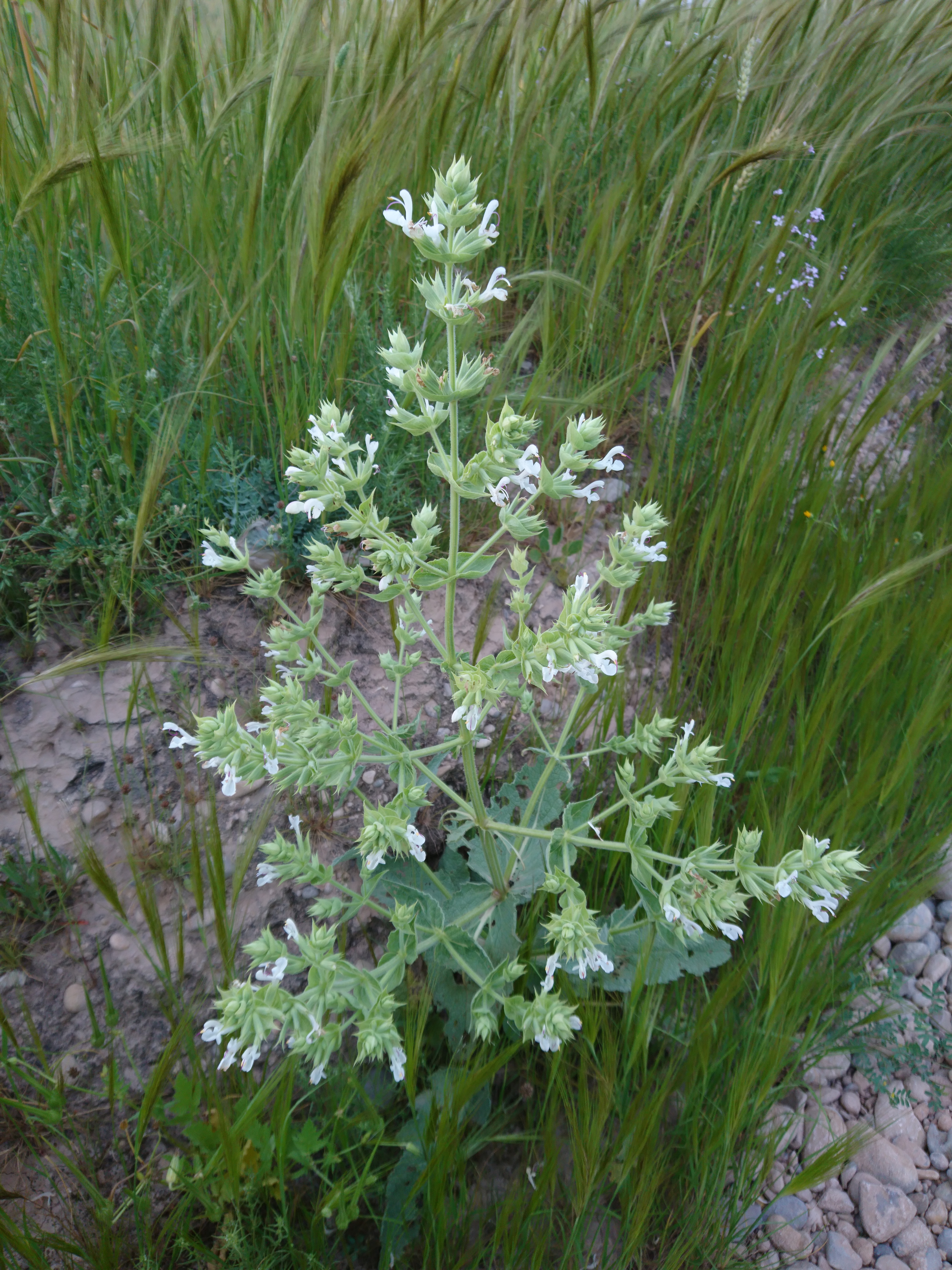
مریم‌گلی خودرو در بهبهان
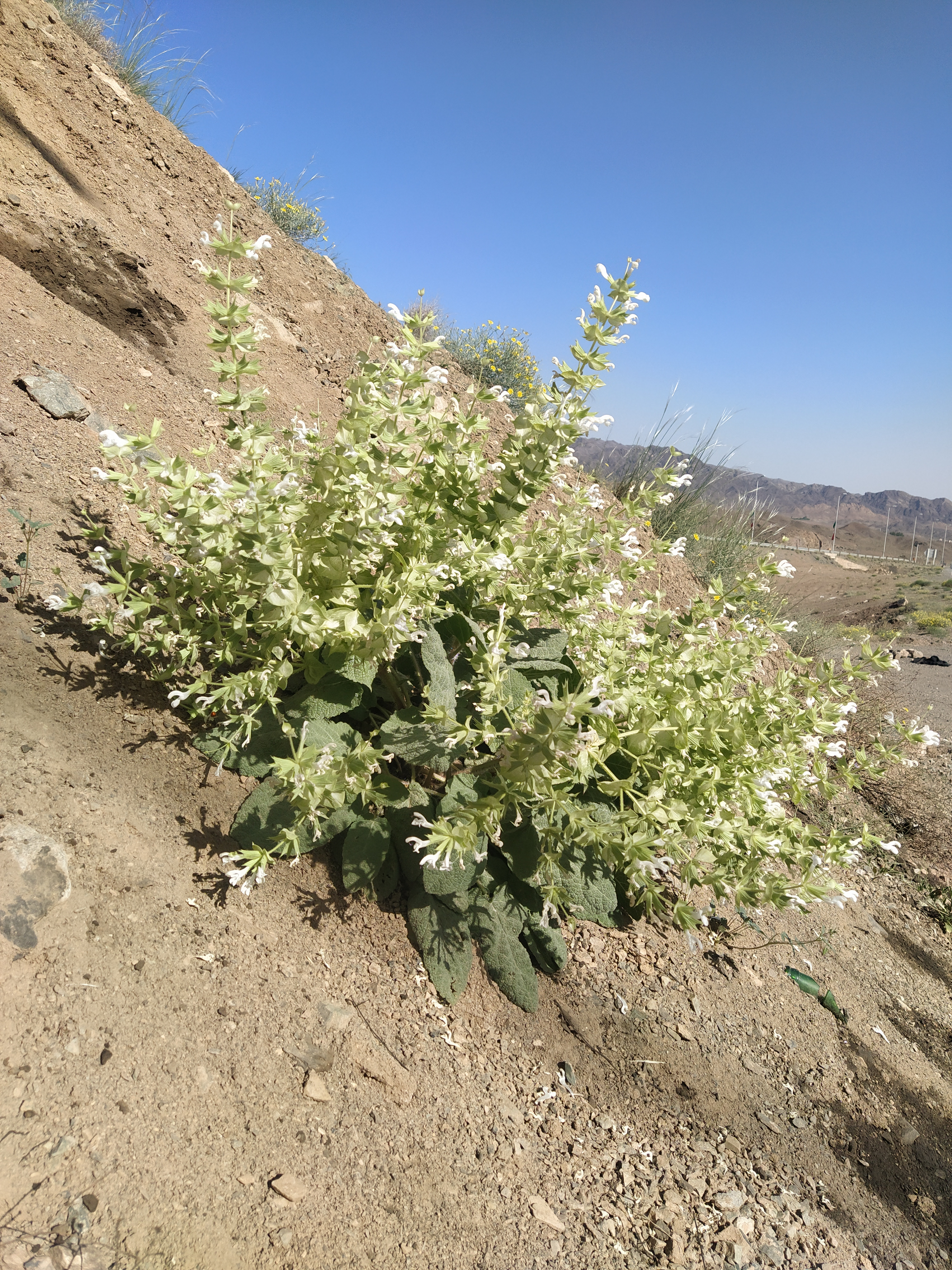
مریم‌گلی خودرو در استان اصفهان